# Lissonota alpinistor
Lissonota alpinistor är en stekelart som beskrevs av Aubert 1978. Lissonota alpinistor ingår i släktet Lissonota och familjen brokparasitsteklar. Inga underarter finns listade i Catalogue of Life.